# Anterastes tolunayi
Anterastes tolunayi är en insektsart som beskrevs av Karabag 1951. Anterastes tolunayi ingår i släktet Anterastes och familjen vårtbitare. Inga underarter finns listade i Catalogue of Life.